# Castel Gandolfo
Castel Gandolfo je malé italské město ležící asi 30 km jihovýchodně od Říma, v regionu Lazio, na břehu jezera Albano. Žije zde přibližně 8 600 obyvatel. Patronem města je svatý Šebestián.
Město je světově proslulé tím, že se v něm nachází papežovo letní sídlo. Mimo to je známo historikům – archeologické vykopávky prokázaly obydlení oblasti už v 16. století př. n. l. a samotné hlavní městské osídlení se nachází na místě starověkého města Alba Longa, které bylo zakladatelem a dlouholetým vůdcem Latinské ligy, než je zničili Římané.

## Geografie
Sousední obce: Albano Laziale, Grottaferrata, Marino, Rocca di Papa, Řím.

## Památky
- kapitulní kostel sv. Tomáše, postavený podle Berniniho návrhu

## Demografie
Počet obyvatel

## Partnerská města
- Curepipe, Mauricius
- Châteauneuf du Pape, Francie